# Fatti corsari
Fatti corsari è un documentario del 2012 diretto da Stefano Petti e Alberto Testone.

## Trama
Alberto Testone, odontotecnico della borgata romana di Fidene, sogna di fare l'attore. Sosia di Pier Paolo Pasolini, chiamato ad interpretarlo a teatro e poi al cinema, decide di mettersi sulle tracce del suo fantasma. Ogni tappa del viaggio è il frammento di uno specchio, che lo porterà a riscoprire se stesso nei luoghi e nei volti che Pasolini ha raccontato, filmato, amato.

## Riconoscimenti
- 2012 - Premio speciale della Giuria Italiana.doc - Torino Film Festival